# MRNA-1273
Szczepionka mRNA-1273 przeciw COVID-19 (znana także jako szczepionka przeciw COVID-19 Moderny), nazwa handlowa Spikevax – szczepionka przeciw COVID-19 opracowana przez konsorcjum złożone z dwóch amerykańskich instytucji rządowych: wchodzącego w skład Narodowych Instytutów Zdrowia Narodowego Instytutu Alergii i Chorób Zakaźnych (NIAID, National Institute of Allergy and Infectious Diseases) i biura BARDA (Biomedical Advanced Research and Development Authority) oraz amerykańskiego przedsiębiorstwa farmaceutycznego Moderna. Produkowana w technologii szczepionek mRNA, zawiera zmodyfikowane cząsteczki mRNA umieszczone wewnątrz nanocząstek lipidowych.
W grudniu 2020 roku zatwierdzona do masowego wykorzystania na terenie Stanów Zjednoczonych oraz Kanady; od stycznia 2021 roku także na terenie Unii Europejskiej oraz Wielkiej Brytanii.
Szczepionka w formie zawiesiny podawana jest iniekcją domięśniową. Maksymalna skuteczność wymaga szczepienia w dwóch dawkach podawanych w odstępie czterech tygodni.

## Skład szczepionki
mRNA-1273 jest zawiesiną jednoniciowego, informacyjnego RNA (mRNA) umieszczonego w nanocząstkach lipidowych (LNP) SM-102. Informacyjny RNA z czapeczką na końcu 5’, wytwarzany jest  z wykorzystaniem bezkomórkowej transkrypcji in vitro na odpowiedniej matrycy DNA. Jedna dawka szczepionki (0,5 ml) zawiera 100 mikrogramów mRNA.
Zawarty informacyjny RNA koduje stabilizowane w formie sprzed fuzji pełnej długości białko szczytowe (ang. S, Spike, także pol. białko kolca) wirusa SARS-CoV-2. Podawany mRNA koduje łańcuch białkowy glikoproteiny powierzchniowej, za pomocą której wirus SARS-CoV-2 łączy się z receptorem na powierzchni komórek człowieka, konwertazą angiotensyny typu 2 (ACE2). mRNA umieszczony jest w nanocząstce lipidowej (LNP), składającej się z czterech lipidów: (1) jonizowalnego lipidu SM-102, czyli 8-((2-hydroksyetylo)(6-okso-6-(undecyloksy)heksylo)amino)oktanianu heptadekan-9-ylu, (2) cholesterolu, (3) 1,2-distearoilo-sn-glicero-3-fosfocholiny (DSPC) oraz (4) PEG2000-DMG, czyli 1-monometoksypolietylenoglikolo-2,3-dimirystyloglicerolu, w którym reszta glikolu polietylenowego ma średnią masę cząsteczkową 2000 Da.

## Opracowanie i finansowanie
Szczepionka na chorobę zakaźną nigdy wcześniej nie została wyprodukowana w krótszym czasie niż kilka lat, na początku 2020 roku nie istniała też jak dotąd żadna szczepionka przeciwko chorobie wywołanej przez  koronawirusa u ludzi. W tym czasie istniał już szereg szczepionek na wywołane koronawirusami choroby zwierzęce, w tym zakaźne zapalenie oskrzeli kur czy infekcje wywoływane przez koronawirusy wśród krów, psów, kotów i świń.
Po odkryciu nowej odmiany koronawirusa, w grudniu 2019 roku, rozpoczęto prace nad jego sekwencjonowaniem. 12 stycznia 2020 roku Chiny przekazały Światowej Organizacji Zdrowia sekwencję genetyczną wirusa SARS-CoV-2, przyczyniając się do przyspieszenia międzynarodowej współpracy nad stworzeniem profilaktycznej szczepionki na COVID-19. 
Już w styczniu 2020 roku ogłoszono współpracę amerykańskiego przedsiębiorstwa biotechnologicznego Moderna z siedzibą w Cambridge w stanie Massachusetts  z amerykańskim Narodowym Instytutem Alergii i Chorób Zakaźnych nad opracowaniem szczepionki RNA. Efektem tej współpracy jest szczepionka mRNA-1273, opracowana przez Modernę oraz dwie amerykańskie instytucje rządowe: Narodowy Instytut Alergii i Chorób Zakaźnych (NIAND, National Institute of Allergy and Infectious Diseases, wchodzi w skład Narodowych Instytutów Zdrowia) i biuro BARDA (Biomedical Advanced Research and Development Authority, wchodzi w skład Departamentu Zdrowia i Opieki Społecznej Stanów Zjednoczonych).
Naukowcy zatrudnieni przez NIAND i BARDA brali udział w pracach obok naukowców Moderny: badacze z NIAND nad wypracowaniem stabilizacji białka kolca (wraz z współpracownikami z Scripps Research, Dartmouth College i Uniwersytetu Teksańskiego w Austin), opracowaniem szczepionki oraz wspierali pracowników BARDA w środkowej i późnej fazie badań. Ponadto pracownicy BARDA mieli wiodącą rolę w rozbudowie mocy produkcyjnych i zatwierdzeniu szczepionki.
Badania otrzymały finansowanie od BARDA: w połowie kwietnia 2020 roku podpisano umowę, na mocy której BARDA finansowała przyspieszenie badań klinicznych fazy I i dalszych kwotą do 483 mln dolarów amerykańskich. W czerwcu 2020 roku BARDA wsparła badania fazy III kwotą kolejnych 472 mln dolarów amerykańskich.

## Badania kliniczne

### Faza I
W marcu 2020 roku w ośrodku badawczym Kaiser Permanente Washington Health Research Institute w Seattle amerykańskiego Narodowego Instytutu Alergii i Chorób Zakaźnych rozpoczęto I fazę badań klinicznych. Do pierwszego badania bezpieczeństwa i skuteczności zrekrutowano 45 osób w wieku 18–55 lat. Badanych podzielono na 3 grupy po 15 osób, każdej podawano dwie dawki szczepionki w odstępie 28-dniowym: odpowiednio 25 μg, 100 μg lub 250 μg. Testy wykazały odpowiedź immunologiczną u szczepionych i produkcję zarówno wiążących się z receptorem jak i neutralizujących przeciwciał. Średnie geometryczne miana (GMT) przeciwciał były największe po dwukrotnym szczepieniu i dodatnio skorelowane z dawką szczepionki; nie określono trwałości odpowiedzi immunologicznej. Zauważone działania niepożądane to: gorączka, zmęczenie, ból głowy, ból mięśni i ból w miejscu wstrzyknięcia.
W kontynuowanym badaniu obejmującym 34 osoby szczepione dwukrotnie dawką 100 μg monitorowano trwałość odpowiedzi immunologicznej do 90 dni od drugiego podania szczepionki (119 dni od pierwszego szczepienia). Testy potwierdziły kulminację miana przeciwciał krótko po drugim szczepieniu, a następnie powolny spadek z czasem; średnia geometryczna miana przeciwciał 119. dnia (po 90 dniach od drugiej dawki) była wciąż wysokie i wyższa niż u grupy kontrolnej rekonwalescentów z COVID-19.

### Faza II i III
Dalsze badania prowadzono w fazie II: od kwietnia 2020 roku w Wuhan w podwójnie ślepej próbie kontrolowanej placebo. W badaniu spośród 603 ochotników wykluczono 95 osób, a pozostałym 508 podano: dawkę 100 mld cząsteczek na mL (253 osoby), 50 mld cząsteczek na mL (129 osób), a 126 osób otrzymało placebo. Badanie w obu stężeniach wskazało na produkcję przeciwciał u większości szczepionych po pojedynczej dawce. 29 maja 2020 roku rozpoczęto badanie fazy II w podwójnie ślepej próbie kontrolowane placebo na terenie Stanów Zjednoczonych. 600 badanych w 10 ośrodkach badawczych podzielono na grupy wiekowe (18–54 lat i 55+) oraz dawkowe (50 μg i 100 μg), uczestnicy mieli być monitorowani przez rok od drugiej dawki. Koniec planowano na sierpień 2021 roku.
W fazie III przystąpiono do randomizowanego, kontrolowanego placebo badania w celu oceny skuteczności, immunogenności i bezpieczeństwa. Poprowadzono je na grupie 30 000 osób, w schemacie dwudawkowym, z dawkami 100 μg. Pozytywne wyniki analizy okresowej ogłoszono 15 listopada 2020 roku: szczepionka wykazuje 94,5 proc. skuteczności. Badania są prowadzone w 100 ośrodkach w Stanach Zjednoczonych (od Ascension St. Vincent w Birmingham w Alabamie po Kaiser Permanente w Seattle), a zaplanowane na okres lipiec 2020 – październik 2022.

## Stosowanie
W październiku 2020 roku kanadyjskie ministerstwo zdrowia i brytyjska MHRA a w listopadzie agencje rządowe Unii Europejskiej i Szwajcarii rozpoczęły proces certyfikacji nowej szczepionki. 30 listopada produkt Moderny został zgłoszony do certyfikacji w Stanach Zjednoczonych, do tego czasu była też zgłoszona w Izraelu i Singapurze.
18 grudnia 2020 roku szczepionka mRNA-1273 została w trybie nagłym dopuszczona do stosowania przez amerykańską Agencję Żywności i Leków; Komitet Doradczy ds. Szczepionek i Pokrewnych Produktów Biologicznych jednogłośnie (20:0) zaaprobował wprowadzenie szczepionki na rynek, przy jednym głosie wstrzymującym się. Była drugą szczepionką na COVID-19 dopuszczoną w USA, po zaaprobowanym tydzień wcześniej specyfiku (Tozinameran/Comirnaty) konsorcjum BioNTech i Pfizera. Pierwsze dostawy na rynek amerykański opuściły zakłady produkcyjne w Memphis 20 grudnia.
23 grudnia mRNA-1273 została dopuszczona do stosowania w Kanadzie. Wcześniej 7 grudnia Kanada podniosła swoje zamówienie z 20 do 40 milionów dawek.
5 stycznia 2021 roku szczepionka Moderny uzyskała swoją pierwszą autoryzację poza Ameryką Północną – w Izraelu. Po pozytywnej rekomendacji Europejskiej Agencji Leków 6 stycznia 2021 roku szczepionka Moderny jako druga szczepionka przeciw COVID-19 (ponownie po Comirnaty od BioNTechu i Pfizera) została warunkowo dopuszczona do obrotu w Unii Europejskiej. Dwa dni później jako trzecia szczepionka (po szczepionkach konsorcjów Pfizer-BioNTech oraz AstraZeneca-Uniwersytet Oksfordzki) została dopuszczona w Wielkiej Brytanii.